# 375
Cette page concerne l'année 375  du calendrier julien. Pour l'année 375 av. J.-C., voir 375 av. J.-C. Pour le nombre 375, voir 375 (nombre).
L'année 375 est une année commune qui commence un jeudi.

## Événements
- 4 avril : Valentinien Ier est à Trèves[1].
- Printemps  : l’empereur Valentinien Ier quitte Trèves pour l'Illyricum[2].
- Juin-août : Valentinien est à Carnuntum, s'efforçant de rétablir l'ordre dans la Pannonie dévastée, puis part pour Aquincum[3].
- Août : début de la campagne de Valentinien contre les Quades et les Sarmates. Une armée est envoyée pour piller les territoires barbares au Nord-Est, tandis que l’empereur lui-même passe le Danube à Aquincum et attaque les Quades par le Sud-Est, massacrant tout sur son passage. À l'automne, Valentinien rentre sans perte à Aquincum puis prend ses quartiers d'hiver à Brigetio[2].
- 17 novembre : l'empereur romain Valentinien Ier meurt à Brigetio sur le Danube des suites d’une attaque, provoquée par sa colère devant la suffisance des émissaires quades[2]. Il laisse deux fils, Gratien, associé au pouvoir depuis 367, et Valentinien II, âgé de moins de quatre ans.
- 22 novembre, Aquincum : les soldats d'Illyrie, à l’instigation de l’impératrice Justine, contraignent Gratien à prendre Valentinien comme collègue. Les deux frères se partagent l’Occident. Valentinien II obtient l'Illyrie, l'Afrique, et l'Italie et Gratien la Bretagne, la Gaule, et l'Espagne[1].

- Forte poussée de l'empire hunnique qui détruit le royaume des Ostrogoths d’Ermanaric (Goths Greutunges) en Russie du Sud. Ermanaric, incapable de défendre son peuple, se suicide. Son successeur Vithimir sera tué peu après dans la lutte contre les Huns et les Alains[4]. Les Amales (nom de la famille royale ostrogothe), se soumettent aux Huns et les servent comme auxiliaires.
- Le roi Pap d'Arménie est assassiné et remplacé par son neveu Varazdat[5].
- Valens est en Mésopotamie, sur les rives du Tigre et de l'Euphrate[5] ; après la mort de Pap d'Arménie, il reçoit une première ambassade de Shapur II qui réclame soit le retrait des troupes romaines de Géorgie, soit l'abolition de la couronne d'Arménie et le partage du pays entre Romains et Perses. Valens refuse et envoie à Shapur un ultimatum pour qu'il retire ses troupes d'Arménie[2]. Une seconde ambassade, envoyé par les Perses durant l'hiver 375-376, demande des précisions au traité de 363[2]. Valens prépare une invasion de la Perse pour 377.
- Le vicaire du Pont Démosthène dépose de son siège l’évêque de Nysse Grégoire, accusé de dilapider l'argent de son Église ; convoqué par un synode à Ancyre durant l'hiver, Grégoire préfère l'exil (375-378)[6].
- Rav Ashi  (v. 352-427) devient Amora. Selon la tradition il commence la rédaction du Talmud de Babylone, continuée par ses successeurs à l’académie de Sura jusqu’à Rabbina II (mort en 499)[7]. Commentaire de la Mishnah, il contient environ 2,5 millions de mots sur 5894 pages[8].

## Naissances en 375
- Sozomène, historien chrétien de langue grecque en Palestine.

## Décès en 375
- 17 novembre : Valentinien Ier, empereur romain.
- Samudragupta, fondateur de l'empire Gupta dans la plaine du Gange.
- Ermanaric, roi des Ostrogoths (Goths Greutunges). Il aurait soumis dix-sept peuples : germaniques (Hérules, Skires…), iraniens, slaves, finno-ougriens. Son puissant royaume s’effondre à l’arrivée des Huns.
- Théodose l'Ancien, général romain, exécuté à Carthage à la fin de l'année ou au début de 376[2].